# Không chiến tại Kuban
Không chiến tại Kuban là chiến dịch hoạt động quân sự trên không lớn nhất trong chuỗi chiến dịch ở Kavkaz (1943) nhằm tranh quyền khống chế không phận và là một trong các cuộc đụng độ bằng không quân lớn nhất giữa quân đội Liên Xô và quân đội Đức Quốc xã trong Chiến tranh Xô-Đức. Tại mặt trận phía Đông, nó chỉ thua kém các trận không chiến tại Kursk (1943), Baltic (1944) và Berlin (1945) về quy mô nhưng lại là chiến dịch không quân kéo dài nhất về thời gian. Trong thời lượng chỉ kém một tuần đầy hai tháng, hai bên đã tổ chức hàng trăm trận không chiến lớn nhỏ với tổng cộng từ 6.500 đến hơn 7.500 phi vụ mỗi bên. Trung bình một ngày có từ 40 đến 50 trận không chiến lớn nhỏ, trung bình mỗi trận có từ 30 đến 50 máy bay của mỗi bên tham gia. Có những ngày, mỗi bên xuất kích từ 250 đến hơn 300 phi vụ. Không chỉ giao chiến ban ngày, hai bên còn tổ chức nhiều trận đánh ban đêm vào các căn cứ không quân của nhau. Nếu như trong các phi vụ không chiến ban ngày, kết quả không chênh lệch nhiều thì trong các phi vụ ném bom ban đêm, ưu thế hoàn toàn thuộc về không quân Liên Xô.
Các hoạt động quân sự trên không tại Kuban diễn ra trên ba vùng trời chủ yếu, khu Krasnodar, khu vực Novorossiysk và bán đảo Taman, nơi diễn ra các trận đánh ác liệt giữa Tập đoàn quân 17 (Đức) và bốn tập đoàn quân Liên Xô. Chiến dịch gồm hai giai đoạn với các hoạt động trọng điểm sau đây:
- Giai đoạn 1: từ 15 tháng 4 đến 5 tháng 5.[1] Trong đó, các trận không chiến lớn nhất diễn ra từ ngày 19 đến ngày 23 tháng 4 khi Không quân Liên Xô, chủ yếu là máy bay cường kích và máy bay ném bom tổ chức các cuộc không kích quy mô lớn vào các sân bay của Tập đoàn không quân 4 (Đức) tại Taman, Krym và Nam Ukraina.

Trong giai đoạn này, Tập đoàn quân không quân 4 (Đức) sau khi được giải thoát khỏi các nhiệm vụ yểm trợ trên không ở Stalingrad và bàn giao nhiệm vụ yểm hộ các hoạt động tấn công của quân đội Đức Quốc xã tại thượng lưu sông Đông cho một phần lực lượng của Tập đoàn quân không quân 6 đã tập trung phần lớn máy bay và các đội lái để yểm hộ cho các lực lượng mặt đất tại Kavkaz mà trọng điểm là bảo vệ Tập đoàn quân 17 và Cụm tác chiến Hollidt đang phòng thủ trên "Phòng tuyến xanh". Đây là thời điểm mà không quân tiêm kích của hai bên có những trận đánh ác liệt và ngang ngửa để khống chế không phận. 
- Giai đoạn 2: từ ngày 6 tháng 5 đến ngày 7 tháng 6 do không quân tiêm kích, cường kích và ném bom phối hợp thực hiện.[1]

Ở giai đoạn này, hai bên tiếp tục thực hiện các cuộc đối đầu trên không giữa các máy bay tiêm kích nhưng không quân Liên Xô đã thay đổi chiến thuật. Bên cạnh các cuộc đọ cánh ban ngày, họ tập trung lực lượng máy bay ném bom và máy bay cường kích đánh vào các căn cứ không quân Đức Quốc xã. Các trận ném bom, bắn phá ban ngày kết hợp trinh sát đường không của các máy bay cường kích đã dọn đường cho các trận ném bom ban đêm rất có hiệu quả của các phi đội chuyên dụng, (không quân Đức Quốc xã không có các phi đội tương tự). Kết quả là số lượng máy bay Đức bị diệt trên mặt đất ngày càng tăng cao trong khi nguồn tăng viện không đáp ứng kịp. Đến cuối chiến dịch, Tập đoàn quân không quân 4 (Đức) mất hoàn toàn ưu thế trên không, không quân Liên Xô khống chế không phận Bắc Kavkaz và mặt trận Nam Ukraina.
Cùng với các trận không chiến ở Stalingrad (cuối 1942, đầu 1943) và Kursk (tháng 6 đến đầu tháng 7 năm 1943), các trận không chiến ở Kuban đã làm thay đổi cán cân lực lượng và quyền khống chế không phận. Nếu như trong các hoạt động tiến công trên bộ đầu năm 1943, quyền chủ động đã chuyển sang tay quân đội Liên Xô thì tại mặt trận trên cao, không quân Đức Quốc xã cũng dần dần đánh mất quyền chủ động khống chế bầu trời và dần dần phải lui về thế phòng ngự để bảo toàn lực lượng của mình và sự yểm hộ cho các lực lượng mặt đất cũng suy yếu theo. Trong khi đó, mục tiêu cuối cùng của không quân Liên Xô giành quyền khống chế bầu trời không phải là để đọ cánh với không quân tiêm kích Đức Quốc xã mà là để yểm hộ có hiệu quả cao nhất cho các lực lượng trên mặt đất trong các chiến dịch tấn công và phòng ngự-phản công chiến lược.

## Bối cảnh
Sau cuộc phản công chiến lược từ tháng 1 đến tháng 3 năm 1943, quân đội Liên Xô đã giành lại hầu hết đất đai ở Bắc Kavkaz, bao gồm cả thành phố Rostov và vùng hạ lưu sông Đông. Tại mặt trận phía Nam Ukraina và Bắc Kavkaz, Tập đoàn quân không quân 4 (Đức) mất các sân bay quan trọng tại Maikop, Krasnodar, Armavir, Tikhoretsk, Rostov, Novocherkassk và phải chuyển căn cứ chính về Zaporozhye cùng các căn cứ và sân bay phía trước tại Mariupol, Stalino, Sevastopol, Kerch. Căn cứ không quân duy nhất còn lại tại Bắc Kavkaz là Temryuk nằm ngay sát "Phòng tuyến xanh" trên bán đảo Taman. Tập đoàn quân không quân 4 (Đức) bị thiệt hại nặng sau trận Stalingrad đã được bù đắp bằng vài trăm máy bay mới được sản xuất, trong đó có loại máy bay tiêm kích cải tiến đời mới nhất Me-109G2, Me-109G4 và Fw-190 được đưa thẳng từ các nhà máy sản xuất máy bay ở Đức ra mặt trận phía Đông. Những loại máy bay này chứa được nhiều dầu hơn và có tầm bay xa hơn. Không quân Liên Xô cũng cho ra đời loại tiêm kích cải tiến Yak-9D và Yak-9K có tầm bay xa hơn hẳn loại Yak-1. Nhiều máy bay cường kích kiểu mới IL-2 và máy bay ném bom bổ nhào Pe-2 cũng được đưa ra mặt trận. Các máy bay tiên kích hạng nhẹ Yak-3 cũng xuất hiện trong các trận không chiến cùng với các máy bay tiêm kích P-39 Aircobra của hãng Bell do Hoa Kỳ viện trợ cho Liên Xô. Phi công Liên Xô kỳ cựu A. I. Pokryshkin, người đã từng sử dụng loại máy bay này đang giá về nó khá cao. Theo ông: "Máy bay kiểu "Aircobra" (P-39) đẹp và cơ động, lấy độ cao dễ dàng".
Vùng đất duy nhất mà quân đội Đức Quốc xã còn trụ lại được ở Bắc Kavkaz là bán đảo Taman với địa hình đồng lầy ở phía Bắc và đồi núi thấp ở phía Nam. Trong thời gian từ tháng 1 đến tháng 3 năm 1943, do thời tiết xấu, không quân hai bên hoạt động rất hạn chế do bão tuyết, mây mù và sân bay thường bị tuyết phủ và có ngày là một lớp băng mỏng, rất nguy hiểm khi cất cánh và hạ cánh. Cuối tháng 3, mùa tuyết tan đến và các sân bay chìm ngập trong bùn, phải mất hàng tuần để dọn dẹp. Những ngày đầu tháng 4 năm 1943, tiết trời đã khô ráo hơn và hoạt động của không quân bắt đầu tăng lên. Để ngăn chặn các trận tấn công của Tập đoàn quân 56 (Liên Xô) vào các cụm cứ điểm Kievskoye, Moldavanskaya và Krymsk, Tập đoàn quân không quân 4 (Đức) đã có số lần xuất kích vượt trội so với Tập đoàn quân không quân 4 (Liên Xô) để yểm hộ cho Tập đoàn quân 17 (Đức) giữ "Phòng tuyến xanh". Ngày 9 tháng 4, không quân Đức Quốc xã xuất kích 750 phi vụ, không quân Liên Xô 307 phi vụ. Ngày 12 tháng 4, Đức Quốc xã: 862 phi vụ, Liên Xô: 300 phi vụ. Ngày 15 tháng 4, Đức Quốc xã: 1.560 phi vụ, Liên Xô: 447 phi vụ.
Trước sự khống chế không phận của không quân Đức Quốc xã, cuộc tấn công của Phương diện quân Bắc Kavkaz vào "Phòng tuyến xanh" đã bị nhưng tổn thất nặng và không đạt được các mục tiêu đã hoạch định. Tướng I. E. Petrov, tư lệnh Phương diện quân yêu cầu tướng M. F. Naumenko, chỉ huy các lực lượng không quân tiêm kích của Tập đoàn quân không quân 5 có biện pháp đối phó. Tuy nhiên, điều này không dễ dàng vì đối diện với Tập đoàn quân không quân 4 phối thuộc phương diện quân Bắc Kavkaz và Tập đoàn quân không quân 5 (đơn vị không quân chiến lược ném bom tầm xa trực thuộc Đại bản doanh) là cả một Tập đoàn quân không quân mạnh của quân đội Đức Quốc xã. Trong đó có các phi đoàn tiêm kích át chủ bài như: Phi đoàn 3 "Udet", Phi đoàn 51 "Mölders" và Phi đoàn 54 "Grünherz" từng gây nhiều khó khăn cho Không quân Hoàng gia Anh trong các trận đánh ở lục địa châu Âu và không chiến ở nước Anh cũng như không quân Liên Xô trong Chiến dịch Barbarossa. Mặc dù một số lượng không nhỏ các phi công "Át" của Đức đã tổn thất trong Trận Stalingrad nhưng các phi đoàn này vẫn còn phát huy sức mạnh nhờ những phi công thiện chiến tiếp tục được điều từ nước Đức sang.
Các nhà quân sự Xô Viết cho rằng, không quân Đức Quốc xã muốn yểm hộ cho Tập đoàn quân 17 duy trì một căn cứ bàn đạp nguy hiểm để uy hiếp từ phía sau lưng các phương diện quân Liên Xô đang tấn công theo hướng đến sông Dniepr nhằm thu hồi lãnh thổ Ukraina. Nhưng trên thực tế, người Đức có một mục đích khác. Hiểu rõ những nguy cơ đối với các lực lượng xe tăng Đức khi phải đối mặt với một thứ vũ khí nguy hiểm của quân đội Liên Xô xuất hiện ngày càng nhiều trên chiến trường Xô-Đức là các "xe tăng bay IL-2", không quân Đức Quốc xã được giao nhiệm vụ thu hút loại máy bay này khỏi chiến trường chính là khu vực Kursk mà người Đức đang trù tính tiến hành Chiến dịch Thành trì và gây tổn thất cho loại máy bay này càng nhiều và cành sớm càng tốt.

## Binh lực và kế hoạch
Thời gian đầu Chiến dịch Kavkaz, Không quân Liên Xô có 2 tập đoàn quân không quân chiến đấu tại Bắc Kavkaz. Tập đoàn không quân 4 phối hợp với Không quân của Hạm đội Biển Đen chịu trách nhiệm yểm hộ các đơn vị của Cụm tác chiến Biển Đen, hải quân đánh bộ và các tàu vận tải, tài tuần duyên và các chiến hạm. Tập đoàn quân không quân 5 yểm hộ Cụm tác chiến Bắc Kavkaz. Đầu tháng 6 năm 1943, Tập đoàn quân không quân 5 được chuyển thuộc cho Phương diện quân Thảo Nguyên đóng ở phía Đông vòng cung Kursk, Phương diện quân Bắc Kavkaz được sử dụng cả Tập đoàn quân không quân 4 và có quyền chỉ đạo sự phối hợp của không quân thuộc Hạm đội Biển Đen.

### Không quân Liên Xô
- Tập đoàn quân không quân 4 do thượng tướng N. F. Naumenko chỉ huy, biên chế gồm có:
  - Các sư đoàn tiêm kích 216, 217 và 265
  - Các sư đoàn cường kích 229, 230
  - Các sư đoàn ném bom ban đêm 218, 219
  - Các sư đoàn ném bom 288, 446
  - Sư đoàn phục vụ mặt đất 750
  - Các căn cứ không quân Armavir, Maikop, Krasnodar, Gelendzhik, Sukhumi, Tuapse
- Tập đoàn quân không quân 5 do trung tướng K. A. Vershinin chỉ huy, biên chế gồm có
  - Các sư đoàn tiêm kích 236, 237 và 278;
  - Sư đoàn cường kích 236 và 238;
  - Sư đoàn ném bom 132 và 296;
  - Các sư đoàn ném bom ban đêm 718 và 742;
  - Sư đoàn phục vụ mặt đất 763;
  - Các căn cứ không quân Grozny, Nalchik, Stavropol, Tikhoretsk, Salsk, Rostov.
- Quân đoàn không quân chiến lược 6 (phối thuộc từ Đại bản doanh)
- Không quân thuộc Hạm đội Biển Đen.

Trong tổng số 900 máy bay của Không quân Liên Xô tại Bắc Kavkaz có 28 máy bay tiêm kích Spitfire Mk.V của Anh, 60 máy bay tiêm kích P-39 Airacobra và một số tiêm kích P-40E Kittyhawk của Hoa Kỳ viện trợ cho Liên Xô dưới hình thức cho thuê.

### Không quân Đức Quốc xã
Tập đoàn quân không quân 4 (Đức) tham chiến tại mặt trận phía Nam Liên Xô từ đầu cuộc chiến do thượng tướng không quân Wolfram von Richthofen chỉ huy. Tại thời điểm cuộc không chiến, biên chế Tập đoàn quân này gồm:
- Quân đoàn không quân dã chiến 4 trong đó có Phi đoàn máy bay tiêm kích JG54 "Grünherz"
- Quân đoàn không quân dã chiến 8 trong đó có Phi đoàn máy bay tiêm kích JG51 «Melders" và Phi đoàn 3 "Udet"
- Quân đoàn phòng không 1 gồm các sư đoàn pháo phòng không 5, 9 và lữ đoàn pháo phòng không 6
- Quân đoàn không quân Hoàng gia Romania
- Sư đoàn không quân 15 (Hỗn hợp Đức - Ý)
- Sư đoàn không quân 25 không quân phát xít Ý
- Sư đoàn không quân đặc nhiệm Bulgaria
- Trung đoàn thông tin 4
- Các căn cứ không quân Zaporozhye, Mariupol, Stalino, Sevastopol, Kerch, Feodosiya và Taman.

## Diễn biến
Vào đầu tháng 4 năm 1943, mùa tuyết tan cộng với những trận mưa liên miên đã biến các sân bay dã chiến làm bằng đất nện của cả hai bên tại Kuban và miền Nam Ukraina thành những bãi bùn. Chỉ có một vài sân bay với đường băng bê tông còn hoạt động được. Không quân của hai bên giảm hẳn số phi vụ xuất kích và dó cũng là thời gian để chuẩn bị cho cuộc đọ sức sắp tới trên bầu trời Kuban. Ngày 12 tháng 4, quân dội Liên Xô đánh chiếm Krasnodar. Tập đoàn quân 17 (Đức) rút về cố thủ tại vòng ngoài của "Phòng tuyến xanh". Ngày 14 tháng 2, quân dội Liên Xô chiến thành phố Rostov. Các tập đoàn quân xe tăng 1, 4 và Cụm tác chiến Hollidt (Đức) rút về bên kia sông Mius. Từ ngày 15 tháng 4, thời tiết đã tốt lên, nắng xuất hiện và không quân của cả hai bên bắt đầu tăng dần các phi vụ xuất kích.

### Giai đoạn 1
Từ 7 giờ sáng ngày 15 đến hết ngày 16 tháng 4, Không quân Đức bất ngờ tăng khối lượng xuất kích lên 1.560 phi vụ, trong đó có hơn 700 phi vụ đánh vào thành phố Krasnodar vừa bị quân đội Liên Xô đánh chiếm ngày 12 tháng 4. 12 chiếc Yak-1 và 8 chiếc Pe-2 của Tập đoàn quân không quân 5 vừa chuyển từ sân bay Grozny lên sân bay chính ở Krasnodar bị thiêu cháy ngay trên đường băng. Không quân Đức mất 67 máy bay, chủ yếu là loại Ju-87 và He-111 và phần lớn do cao xạ bắn rơi. Tập đoàn quân không quân 5 mới có 2 sư đoàn tiêm kích 236 và 237 có mặt tại Krasnodar chỉ cất cánh được 447 phi vụ, bắn rơi 16 chiếc Ju-87. Ngày 16 tháng 4, Tập đoàn quân không quân 4 (Đức) bắt đầu tiếp nhận các phi đoàn "Át" JG51, JG54 và phi đoàn 3 "Udet" với các máy bay Me-109G và Fw-190 được in phù hiệu "Thợ săn thiện xạ".
Sáng 17 tháng 4, Không quân Đức tổ chức oanh tạc quy mô vào Novorossiysk với 120 phi vụ ném bom và 468 phi vụ cường kích để hỗ trợ cho Quân đoàn xung kích 5 (Đức) tảo thanh căn cứ đầu cầu Myskhako của quân đội Liên Xô. 4 chiếc Yak-3 của sư đoàn 278 vừa chuyển từ sân bay Grozny lên sân bay Novotitarovskaya gần Krasnodar cất cánh hướng đến mặt trận nhưng khi tiếp cận vùng trời Novorossiysk đã gặp 16 chiếc Me-109 đánh chặn trên vùng trời Verkhnerbakansky. Nhiệm vụ đánh vào đoàn máy bay ném bon Đức không thực hiện được. Trong không chiến, không quân Đức mất 1 chiếc Me-109 đổi 1 chiếc Yak-3 của Liên Xô. Buổi chiều, 6 chiếc Yak-3 cất cánh đánh vào đội hình 15 chiếc Ju-87 (Đức) nhưng chỉ hạ được 1 chiếc do các tốp Me-109 tiếp tục ngăn chặn từ xa.
Ngày 19 tháng 4, Tập đoàn quân không quân 4 (Đức) tổ chức một chiến dịch ném bom lớn vào Krasnodar, căn cứ hậu cần trực tiếp của các tập đoàn quân 9, 37, 56 (Liên Xô) đang giao chiến trên "Phòng tuyến xanh". 50 máy bay ném bom các loại Ju-88, He-111 và cường kích Ju-87 bay ở độ cao 5.000 m được yểm hộ bằng 30 chiếc Me-109 bay ở độ cao từ 2.000 đến 5.000 m tiếp cận vùng trời Krasnodar từ hướng Tây và Tây Bắc. Một biên đội gồm bốn chiếc Yak-1 của sư đoàn 216 (Liên Xô) do Thượng úy I. M. Gorbunov chỉ huy cất cánh từ sân bay Armavir. Lên đến độ cao 2.000 m, biên đội đã gặp 8 chiếc Me-109F đang bảo vệ phía trước đoàn máy bay ném bom. Phát hiện máy bay Liên Xô, nhóm Me-109G chia đội hình thành 2 tốp và bắt đầu quần nhau với 2 chiếc Yak-1, 2 chiếc Yak còn lại xuyên qua hàng rào tiêm kích tiếp cận các máy bay ném bom Đức và bắn rơi 2 chiếc Ju-88, một chiếc Ju-87, 1 chiếc He-111 và nhanh chóng thoát ly. Sau 5 phút, biên đội 2 chiếc P-39 do các phi công A. I. Pokryshkin và P. T. Kryukov điều khiển cất cánh tiếp ứng cho biên đội của I. M. Gorbunov. Bỏ qua hàng rào tiêm kích Me-109, 2 chiếc P-39 tiếp cận đoàn máy bay ném bom, bắn rơi tiếp 1 chiếc Ju-87 và 1 chiếc He-111, sau đó quay lại yểm hộ cho 2 chiếc Yak-1 đang quần thảo với 30 chiếc Me-109. Cuối trận đánh, chiếc Yak của trung úy V. A. Naumenko (cùng tên với thượng tướng tư lệnh Tập đoàn quân không quân 4) bị 2 chiếc Me-109 bắn rơi, phi công tử trận. Không một chiếc Me-109 nào bị bắn rơi. Sau trận đánh, phi công A. I. Pokryshkin kết luận: "Không thể tiếp tục cất cánh đánh nhau theo kiểu này được".
Để đảm bảo an toàn cho các máy bay ném bom, tướng Wolfram von Richthofen hạ lệnh nâng độ cao ném bom từ 3.000 m lên 5.000 m. Các phi đội tiêm kích thì được lệnh bay cao lên đến 7.000 m để tăng khả năng phát hiện và ngăn chặn các máy bay tiêm kích Liên Xô. Sự thay đổi chiến thuật này đã làm cho ngày 20 tháng 4 trở thành một ngày khó khăn nhất đối với sư đoàn tiêm kích 278 (Liên Xô). Từ 7 giờ sáng, 4 chiếc Yak-7D do đại úy Kukushkin chỉ huy và 4 chiếc Yak-1 do trung úy Suvirov chỉ huy trong cuộc tuần tra buổi sáng trên bầu trlời Novorossiysk đã bắt gặp 18 chiếc Ju-87 và 16 chiếc Ju-88 đang từ bán đảo Kerch bay xuống ném bom Myskhako. Nhưng họ không phát hiện được 12 chiếc Me-109 bay cao hơn tốp máy bay ném bom đến 2 km. Tốp Yak-7 đã nhanh chóng tấn công từ dưới lên và hạ ngay hai chiếc Ju-88. Tốp Yak-1 cũng bắn rơi 2 chiếc Ju-87. 12 chiếc Me-109 bất thần từ trên cao lao xuống và nhanh chóng bắn rơi 3 chiếc Yak-1 trong đó có chiếc của trung úy Suvirov. Tốp của đại úy Kukushkin cũng mất 1 chiếc Yak-7 Bốn chiếc còn lại phải bay về hạ cánh ở sân bay Gelendzhik.

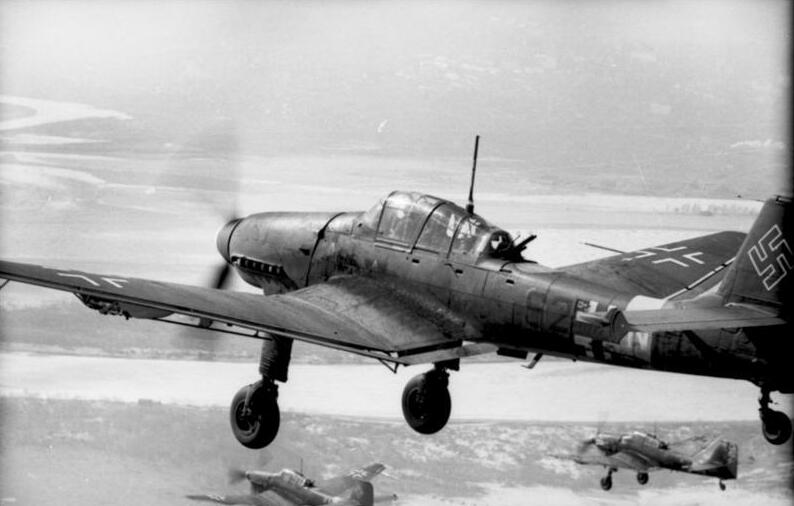
Một tốp Ju-87 của không quân Đức Quốc xã tiếp cận chiến trường

Phát hiện chiến thuật "chiếm lĩnh độ cao" của các máy bay Đức, chiều 20 tháng 4, tướng N. A. Naumenko chuyển bốn biên đội tiêm kích và 2 biên đội cường kích đến Gelendzhik để phối hợp với không quân hạm đội Biển Đen tổ chức một "cái bẫy" để bẻ gãy chiến thuật mới của không quân Đức. 8 giờ sáng 21 tháng 4, các đài quan sát của hạm đội Biển Đen báo cáo có 38 chiếc Ju-87, 12 chiếc Ju-88 được 16 chiếc Me-109 yểm hộ đang bay về hướng Novorossiysk. Tám chiếc LaGG-3 được lệnh cất cánh. Họ không chiếm lĩnh độ cao mà bay là mặt biển, lợi dụng ngọn núi Myskhako che khuất tầm nhìn rồi ngay lập tức vọt lên cao, mỗi chiếc LaGG-3 bám theo một chiếc Ju-88 hoặc Ju-87. Trong khi tốp máy bay ném bom Đức còn chưa kịp nhận ra đối thủ từ đâu đến thì 3 chiếc Ju-87 và 5 chiếc Ju-88 đã bốc khói và bắt đầu rơi xuống biển. Xong việc, 8 chiếc LaGG-3 của Liên Xô nhanh chóng quay đầu bỏ chạy. Tốp Me-109 của Đức lập tức bám sát và truy đuổi họ về phía Nam. Đến vùng trời ngay trên đỉnh sân bay Gelendzhik, các máy bay Đức lọt vào vòng vây của 16 chiếc Yak-7 và 12 chiếc P-39 cùng với 8 chiếc LaGG-3 quay lại phản kích. 16 chiếc Me-109 lần lượt bị bắn rơi, có chiếc rơi ngay trên cầu cảng Gelendzhik. Không quân Liên Xô mất 2 chiếc LaGG-3, và 3 chiếc Yak-7, không một chiếc P-39 nào bị bắn rơi.
Ngày 22 tháng 4, tướng Wolfram von Richthofen tung ra phi đội Fw-190 do 12 phi công "Át" điều khiển phối hợp với 12 chiếc Me-109 yểm hộ cho hai đợt tấn công lớn của 24 chiếc Ju-88 và 48 chiếc Ju-87 công kích vào các tập đoàn quân 9, 37, 56 và 18 (Liên Xô) tại các khu vực Krymsk và Kievskoye. 24 chiếc Me-109 khác được triển khai tuần tiễu yểm hộ để ngăn chặn các máy bay tiêm kích Liên Xô từ xa. Focke Wulf-190 được trang bị nhiều vũ khí mạnh mẽ không thua kém P-39 và vượt xa Yak-1 về tốc độ, là loại máy bay tiêm kích-bom đa năng hiện đại nhất của Không quân Đức Quốc xã khi đó. Sau khi bốn chiếc Yak-1 bị bắn rơi trên bầu trời sân bay Gostagaevskaya, tướng Vershinin ra lệnh ngừng cất cánh, chỉ để lại các phi đội tuần tra thường nhật trên các sân bay Krasnodar, Armavir và Tikhoretsk. Ngày 23 tháng 4, không quân Liên Xô tiếp tục án binh bất động, chỉ tổ chức một số trận đánh chặn nhỏ nhằm vào các tốp máy bay Me-109 mở rộng bán kính tuần tra xung quanh "Phòng tuyến xanh". Tập đoàn quân không quân 4 (Đức) không hề biết rằng các sư đoàn máy bay ném bom ban đêm 446, 718 và 742 đã được điều từ lực lượng dự bị của không quân chiến lược Liên Xô đến các sân bay ở Salsk, Stavropol và Armavir.
Đêm 23 rạng ngày 24 tháng 4, Các tập đoàn quân không quân 4, 5, không quân hạm đội Biển Đen và không quân chiến lược tầm xa Liên Xô đã tổ chức một chiến dịch ném bom quy mô lớn vào các căn cứ không quân của Tập đoàn quân không quân 4 (Đức). Các căn cứ không quân Đức tại Anapa, Temryuk, Poltava, Zaporozhye, Mariupol, Melitopol, Avdeevka, Stalino, Saki, Sarabuza (???), Bagerovo, Kerch, Feodosiya, Sevastopol đồng loạt bị tấn công. Tổng cộng có 1.441 phi vụ đã được không quân Liên Xô thực hiện từ độ cao 2.000 m đến trên 4.000 m. Cuộc không kích đã gây thiệt hại nặng về phương tiện bay, các đội lái và cơ sở hàng không trên mặt đất cho Tập đoàn quân không quân 4 (Đức). Theo lời khai của các phi công Đức bị bắn rơi sau đó ít lâu, căn cứ Sarabuza bị mất 70 máy bay, căn cứ Mariupol mất 100 máy bay và 36 phi công, căn cứ Taman mất 10 máy bay, căn cứ Temryuk bị thiệt hại nặng nhất, 106 máy bay bị phá hủy, phá hỏng trên băng, 14 nhà chứa máy bay bị phá sập, 4 bể chứa dầu nổ tung. Số liệu thiệt hại của các sân bay khác chỉ được đếm bằng các đám cháy. Không quân Liên Xô mất 18 máy bay, phần lớn là máy bay ném bom tầm ngắn Po-2 và đều bị cao xạ bắn rơi; trong đó có 3 chiếc Po-2 do các nữ phi công điều khiển. Từ ngày 25 tháng 4, số lượng phi vụ của Tập đoàn quân không quân 4 (Đức) giảm đi khoảng 50%, chỉ còn 765 phi vụ ngày 25 tháng 4 và 812 phi vụ ngày 26 tháng 4.
Cũng trong khoảng thời gian từ ngày 21 đến ngày 23 tháng 4, 34 trận không chiến nhỏ hơn đã diễn ra trên vùng trời Novorossiysk và bán đảo Myskhako trong các hoạt động yểm hộ lực lượng mặt đất của hai bên. Không quân Đức tung ra 345 phi vụ, Không quân Liên Xô cất cánh 299 phi vụ. Trong 3 ngày giao chiến, không quân Đức mất 28 máy bay cường kích và 14 máy bay tiêm kích. Không quân Liên Xô mất 16 máy bay cường kích và 12 máy bay tiêm kích.
Ngày 28 tháng 4, các tập đoàn quân không quân 4 và 5 (Liên Xô) bắt đầu tổ chức các cuộc không kích quy mô lớn để hỗ trợ các tập đoàn quân mở Chiến dịch Taman lần thứ nhất đột phá "Phòng tuyến xanh" của quân đội Đức Quốc xã. 144 ném bom, 85 máy bay cường kích và 265 máy bay tiêm kích đã được huy động. Chiến dịch dự kiến bắt đầu lúc 6 giờ 30. Tập đoàn quân không quân 4 (Đức) đã thu thập tất cả các máy bay còn hoạt động được, 180 máy bay tiêm kích, 118 máy bay ném bom và 123 máy cường kích đã được tung ra để đối phó. 6 giờ sáng, 35 máy bay Ju-86 và Ju-87 không có máy bay tiêm kích yểm hộ bất ngờ đột nhập không phận Krymsk, ném bom vào các tuyến chuẩn bị tấn công của quân đội Liên Xô, gây nhiều thiệt hại. Không quân Liên Xô tại Krasnodar hoàn toàn bất ngờ trước đòn phản chuẩn bị của không quân Đức. Chỉ có một tốp 4 chiếc P-39 và hai tốp 8 chiếc Yak-3 và Yak-7 kịp bay lên trong khi tốp Ju-86 đã ném bom xong và bay ra. Tốp Ju-87 bỏ nhiệm vụ cường kích quay ra yểm hộ cho tốp Ju-86. Các máy bay tiêm kích Liên Xô đã hạ 4 chiếc Ju-86 và 5 chiếc Ju-87, bị mất 3 chiếc Yak-7 và 1 chiếc Yak-3. Thời điểm triển khai cuộc tấn công trên mặt đất của Phương diện quân Bắc Kavkaz bị chậm lại hơn một giờ. 10 giờ sáng ngày 30 tháng 4, khi các trận đánh ác liệt trên mặt đất đang tiếp diễn, 25 chiếc Ju-88 được 8 chiếc Me-109 yểm hộ bay tới Krymsk và tiếp tục đánh phá. 3 chiếc Yak-3 và 6 chiếc Yak-7 đang tuần tra trên độ cao 2.000 mét đã phát hiện tốp máy bay ném bom Đức khi còn cách mục tiêu hơn 20 km và lao đến công kích. 4 chiếc Ju-88 và 3 chiếc Me-109 bị bắn rơi. Không quân Liên Xô mất 1 chiếc Yak-3 và 1 chiếc Yak-7. 15 giờ ngày 1 tháng 5, 5 tốp 15 chiếc IL-2 của sư đoàn cường kích 236 sau khi ném bom Nizhni Bakanskaya (???) đang trên đường bay về Armavir đã bị 18 chiếc Me-109 cất cánh từ Kerch đuổi theo. Các máy bay IL-2 buộc phải quay lại phản kích trong tình trạng cạn dầu, khan đạn, 5 chiếc IL-2 bị bắn rơi, 1 chiếc đâm vào núi. Không quân Đức mất 3 chiếc Me-109 bị bắn rơi và 2 chiếc khác gặp tai nạn do va vào nhau khi đang thực hiện các đường bay cắt kéo để giao hoán vị trí tấn công.
Ngày 29 tháng 4, Tập đoàn quân không quân 4 (Đức) huy động toàn lực để mở một cuộc tấn công trả đũa. Từ 7 giờ sáng đến 15 giờ chiều, Không quân Đức Quốc xã đã xuất kích hơn 850 phi vụ các loại, trong đó có hơn 500 phi vụ cường kích và ném bom đánh vào tất cả các sân bay của không quân Liên Xô trong khu vực Kuban - Krasnodar. Các tập đoàn quân không quân 4 và 5 (Liên Xô) không ngờ lại có chuyện đó. Ngay từ trận đầu, các máy bay Yak và Airacobra đã phải cất cánh trong làn đạn của các Me-109. Nhờ có Không quân hạm đội Biển Đen yểm hộ từ phía biển, buộc các máy bay Đức phải dãn ra để đối phó, Tập đoàn quân không quân 5 mới có thể cất cánh phối hợp không chiến với các máy bay Đức. Trong ngày, các tập đoàn quân không quân 4 và 5 (Liên Xô) mất 23 máy bay trong đó 18 chiếc bị bắn cháy ngay trên sân bay. Không quân của Hạm đội Biển Đen mất 2 chiếc LaGG-3. Không quân Đức mất 16 chiếc Me-109 và 2 chiếc Fw-190 trong không chiến.
Từ ngày 2 đến 5 tháng 5, Không quân Đức tạm dừng việc sử dụng máy bay ném bom chuyên dụng và bắt đầu thực hiện được các phi vụ ném bom ngắn bằng các máy bay cường kích có khả năng không chiến cộng với sự yểm hộ của một số lượng lớn phi vụ tiêm kích do các máy bay Me-109 và Fw-190 thực hiện. Vấp phải chiến thuật này, các máy bay tiêm kích của Liên Xô bị thiệt hại đáng kể, 18 chiếc Yak-1, 14 chiếc Yak-3 và 9 chiếc IL-2 đã bị bắn rơi trong 4 ngày đầu tháng 5. Không quân Đức cũng mất 39 chiếc. Khi sự yểm hộ của các máy bay tiêm kích yếu đi, các máy bay cường kích phải chia thành từng tốp lẻ 2 đến 3 chiếc, sức công phá mặt đất giảm hẳn, ảnh hưởng lớn đến kết quả chiến dịch Tamman lần thứ nhất.

### Giai đoạn 2
Một tháng sau khi bước vào mùa hè năm 1943, cả Không quân Đức Quốc xã và Không quân Liên Xô đều sắp xếp lại lực lượng theo sự thay đổi của tình hình chung trên chiến trường Xô-Đức để chuẩn bị cho các đòn đánh quyết định.
Ngày 2 tháng 5 năm 1943, Bộ Tổng tư lệnh tối cao Liên Xô điều động Tập đoàn quân không quân 5 từ Phương diện quân Bắc Kavkaz đến Phương diện quân Trung tâm. Binh lực và phương tiện chuyển đi bao gồm hầu hết các sư đoàn máy bay tiêm kích, cường kích và ném bom, chỉ để lại sư đoàn ném bom 132 được trang bị lại để chuyển thành sư đoàn ném bom ban đêm. Tổng cộng có 236 máy bay tiêm kích và 287 máy bay ném bom đã được chuyển đến chiến trường Kursk. Thượng tướng S. K. Gryunov được chỉ định làm tư lệnh Tập đoàn quân không quân 5. trung tướng K. A. Vershinin ở lại Bắc Kavkaz thay tướng N. F. Naumenko chỉ huy Tập đoàn quân không quân 4. Để bù đắp cho số máy bay bị rút về trung tâm mặt trận Xô-Đức, Bộ Tổng tư lệnh tối cao quân đội Liên Xô đã lấy từ lực lượng không quân dự bị 256 máy bay bổ sung cho không quân của Phương diện quân Bắc Kavkaz. Đến ngày 5 tháng 5, tổng số máy bay của Tập đoàn quân không quân 4 đã có 716 máy bay. Không quân Hạm đội Biển đen cũng nhận được hơn 100 chiếc I-16 (Hải âu) nâng tổng số máy bay của hạm đội lên 284 chiếc. 168 máy bay ném bom tầm xa và ném bom ban đêm của Quân đoàn không quân chiến lược 6 vẫn được phối thuộc cho Phương diện quân.
Trong một động thái tương tự, quân đội Đức Quốc xã đã chuyển phần lớn Tập đoàn quân không quân 6 dưới quyền chỉ huy của thượng tướng Ritta von Greim từ mặt trận phía Tây đến miền Đông Nam Ukraina. Tập đoàn quân không quân 4 (Đức) cũng được bổ sung nhiều máy bay mới loại Me-109G2, Me-109G4 và Fw-190 có thể tập trung toàn bộ lực lượng vào chiến trường Bắc Kavkaz và Nam Ukraina. Benito Mussolini cũng gửi một phi đoàn 11 gồm 32 máy bay ném bom "Caproni 133", "Caproni 135" và 45 tiêm kích "Fiat G.50", "Fiat G.55" của không quân phát xít Ý đến Krym để chiến đấu bên cạnh đồng minh Đức Quốc xã.

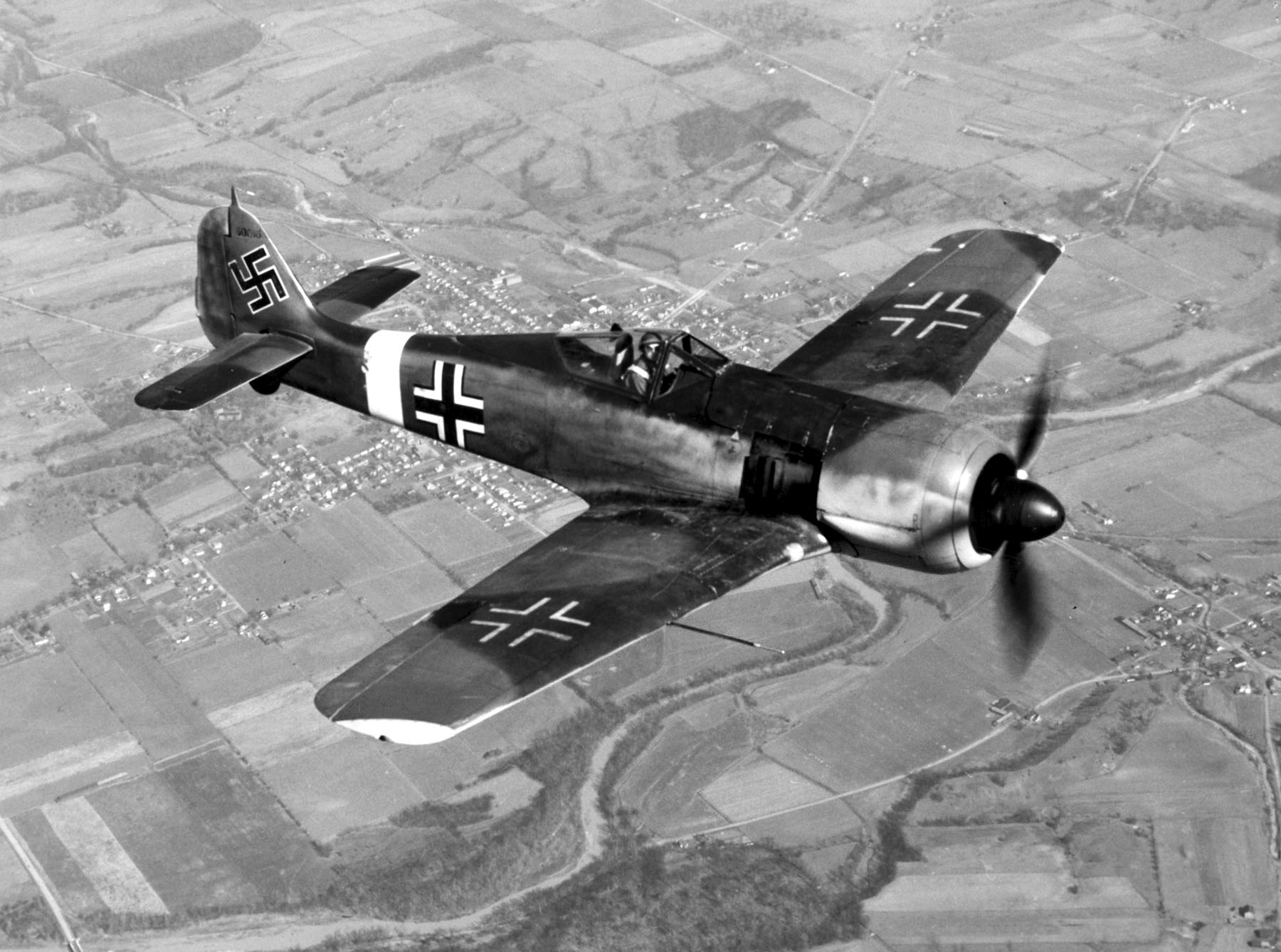
Không quân Đức quốc xã đưa đến chiến trường kiểu máy bay tiêm kích mới Fw-190

Giai đoạn 2 bắt đầu vẫn tại không phận của chiến trường Taman với trọng điểm là Krymsk và Myskhako. Ngày 9 tháng 5, 8 chiếc Yak-7 của phi đội trưởng Alexander Bastrikov đã chạm trán với 28 chiếc Ju-87 và 12 chiếc Me-109 trên không phận Nizhnebakanskaya, phía Tây Krymsk Phi đội của Bastrikov hạ được 4 chiếc Ju-87 nhưng ngay lập tức đã bị 12 chiếc Me-109 vây đánh. 2 chiếc Yak-7 bị bắn rơi, trong đó có chiếc của Bastrikov phải hạ cánh bắt buộc xuống tuyến của Tập đoàn quân 56. Không quân Đức mất thêm một chiếc Me-109. Chính trong trận này, không quân Liên Xô phát hiện phi đoàn 11 (Ý) có mặt tại Nizhnebakanskaya và Anapa với các máy bay "Fiat G.55" có hình thù bên ngoài giống với loại máy bay Supermarine Spitfire của Anh. Sáng sớm ngày 10 tháng 5, sư đoàn tiêm kích 216 tổ chức một trận "khiêu khích". 15 chiếc Po-2 (thường được người Đức gọi "đồ gỗ dán Nga") bay vòng ra biển đến phía Nam Kerch rồi làm như vừa ném bom ban đêm quay về ngang qua mũi Anapa. Viên tư lệnh phi đoàn 11 Ý thiếu kinh nghiệm đã vội vàng lệnh cho 12 chiếc Fiat G.50 và 4 chiếc Fiat G.55 cất cánh đuổi đánh. Sau khi vượt qua màn sương mù dày đặc ngoài khơi phía Tây Novorossiysk thì các phi công Ý không còn nhìn thấy tốp Po-2 đâu nữa và bắt gặp ngay 16 chiếc Yak-1 và Yak-3 kéo đến. Chỉ sau 15 phút, 9 chiếc Fiat G.50 cùng 2 chiếc Fiat G.55 bốc khói và rơi xuống Biển Đen. 5 chiếc còn lại chạy thoát về Anapa do 12 chiếc Me-109 và 3 chiếc Fw-190 (Đức) sau khi nghe tin dữ đã cất cánh tiếp ứng. Trận ra quân thất bại của người Ý khiến tướng Richtofen nổi khùng. Ông ta nói với cấp dưới rằng người Ý đã đem đến cho không quân Đức một phi đoàn có giá trị còn thấp hơn cả một phi đội Đức. Tuy bắn rơi máy bay Ý nhưng Không quân Liên Xô vẫn tính gộp vào số máy bay Đức bị bắn rơi.
Do số lượng máy bay ném bom bị tổn thất lớn, từ giữa tháng 5, Tập đoàn quân không quân 4 (Đức) chủ yếu sử dụng các máy bay Me-109 và Fw-190 kiêm cả nhiệm vụ cường kích và các máy bay cường kích Ju-87 kiêm luôn cả nhiệm vụ tiêm kích và ném bom. Phạm vi hoạt động của không quân Đức cũng bị thu hẹp do các sân bay gần tiền duyên Phòng tuyến xanh thường xuyên bị không quân Liên Xô oanh tạc cả ngày lẫn đêm. Việc không quân Đức tập trung máy bay vào một khu vực hẹp trên mặt trận gây khó khăn lớn cho các lực lượng mặt đất của quân đội Liên Xô đang công kích "Phòng tuyến xanh". Để kéo giãn đội hình máy bay Đức, các trung đoàn tiêm kích 100 và 812 được giao nhiệm vụ "nhử mồi câu". Ngày 16 tháng 5, ba cặp Yak-1 bay lượn lờ vào đỉnh mục tiêu Krymsk với tốc độ chậm, độ cao thấp, tự đặt mình vào thế bất lợi trong khi trên không phận đang có 12 chiếc Me-109 và 9 chiếc Ju-87 đang hoạt động. Ỷ vào ưu thế áp đảo về lực lượng, các máy bay Đức lập tức xuyên mây vọt lên chiếm độ cao để công kích. Phía trên các tầng mây, 16 chiếc Yak-7 và 4 chiếc Yak-9D đã chờ sẵn. Chỉ có 5 chiếc Me-109 và 3 chiếc Ju-87 chạy thoát khỏi cuộc phục kích này.
Từ ngày 17 đến ngày 24 tháng 5, tranh thủ thời gian quân đội Liên Xô tạm ngừng công kích vào "Phòng tuyến xanh", tướng Richthofen tiếp tục chiến dịch không kích các sân bay của không quân Liên Xô tại Kuban. Nhưng lần này, không quân Liên Xô đã chuẩn bị đón cuộc tấn công. Tập đoàn quân không quân 4 đã sơ tán hầu hết máy bay tiêm kích ra các sân bay vòng ngoài, đến Maikop, Armavir, Kropotkin, Tikhoretsk - những nơi mà các máy bay ném bom tầm ngắn của không quân Đức không với đến được. Nếu như không quân Liên Xô không thể thực hiện điều này hồi cuối tháng, đầu tháng 5 thì nay họ làm được vì nhiều máy bay Yak-9D đã được đưa vào đội hình chiến đấu, có tầm bay 1.360 km, vượt xa các loại Yak-1 và Yak-3 vốn có tầm bay chỉ từ 650 đến 700 km. Ngày 19 tháng 5, 40 máy bay Ju-87 được 18 chiếc Me-109 yểm hộ đột nhập không phận Krasnodar. Đây là lúc các phi công Liên Xô thực hiện chiến thuật mới của mình. 32 chiếc Yak-7 và Yak-9D tiếp cận không phận tác chiến theo đội hình bậc thang gồm 4 tầng mỗi tầng 8 chiếc xếp hàng ngang từ độ cao 4.000 m lên đến độ cao 5.000 m. Các phi công Ju-87 và Me-109 không thể xoay xở trước đội hình nhiều lớp như một chiếc "tủ sách" trên không. ở tầng bay nào, họ cũng gặp phải hỏa lực trực diện từ các máy bay Liên Xô. Khi tốp Yak-7 và các máy bay Đức và bắt đầu lao vào "vòng xoay tử thần", lừa miếng bám đuôi nhau để tình cách công kích đối thủ, 16 chiếc Yak-9D có sẵn độ cao bắt đầu sà xuống, mỗi chiếc bám theo một chiếc Ju-87 hoặc Me-109. 11 chiếc Ju-87 và 14 chiếc Me-109 bị bắn rơi chỉ trong vòng 15 phút. Không quân Liên Xô chỉ mất 2 chiếc Yak-7. Các máy bay Đức phải bỏ dở cuộc không kích vào sân bay chính ở Krasnodar.
Không phận Kuban tạm yên tĩnh gần một tuần. Ngày 26 tháng 5, Phương diện quân Bắc Kavkaz phát động cuộc tổng công kích "Phòng tuyến xanh" lần thứ hai. Tập đoàn quân 56 (Liên Xô) tiếp tục mở cuộc tấn công cụm cứ điểm Krymsk, các tập đoàn quân 9 và 37 tấn công các cứ điểm Kievskoye và Moldavanskaya. Tại thời điểm này, Tập đoàn quân không quân 4 (Đức) còn hơn 700 máy bay, Tập đoàn quân không quân 4 (Liên Xô) và không quân Hạm đội Biển Đen có 924 máy bay. Ngày 26 tháng 5, không quân hai bên đã tung vào trận đánh gần 700 chiếc trong đó, không quân Đức xuất kích hơn 700 lần chiếc, không quân Liên Xô xuất kích hơn 500 lần chiếc. Tập đoàn quân không quân 4 dự kiến tổ chức 3 đợt công kích nhằm hỗ trợ bộ binh và xe tăng đột phá. Đợt đầu gồm 84 máy bay ném bom, đợt 2 gồm 19 máy bay ném bom IL-4 và 36 máy bay tấn công mặt đất, đợt 3 gồm 49 máy bay tấn công mặt đất. Tổng cộng có 338 máy bay được huy động, bao gồm cả 150 máy bay tiêm kích hộ tống. Đến cuối ngày, 23 máy bay Đức và 17 máy bay Liên Xô bị bắn rơi trong một ngày bận rộn nhất của không quân hai bên tại Kuban. Đêm 26 tháng 5 năm 19 máy bay IL-4 và 23 máy bay Po-2 không kích các sân bay Temryuk, Anapa, Taman và Nizhnebakansky, phá hủy 47 máy bay Đức và Italia. Ngày 27 tháng 5, không quân Liên Xô xuất kích 723 phi vụ, bị bắn rơi 5 chiếc, không quân Đức chỉ còn 486 phi vụ xuất kích, 11 chiếc bị bắn rơi. Đỉnh điểm của trận chiến là ngày 28 tháng 5 khi hai bên đều cố gắng tung ra số lượng máy bay tối đa. Tập đoàn quân không quân 4 (Đức) thực hiện 785 phi vụ, Tập đoàn quân không quân 4 Liên Xô thực hiện 792 phi vụ. Phía Liên Xô mất 25 chiếc, phía Đức mất 41 chiếc, trong đó có 3 chiếc Caproni 135, 1 chiếc Fiat G.50 và 2 chiếc Fiat G.55 của không quân Ý. Ngày 29 tháng 5, không đánh chiếm được các cứ điểm phòng thủ tại tuyến đầu của "Phòng tuyến xanh", quân đội Liên Xô ngừng tấn công.
Ngày 5 tháng 6, Không quân Đức điều nhóm 18 chiếc He-111 với sự yểm hộ của 16 chiếc Me-109 phối hợp với nhóm thứ hai gồm 18 chiếc Ju-87 có 15 chiếc Me-109 yểm hộ cùng tấn công các trận địa của Tập đoàn quân 9 (Liên Xô) trước cửa ngõ Moldavanskaya. Không quân Liên Xô điều 8 chiếc Yak-7 và 6 chiếc LaGG-3 chặn đánh. Do không quân Đức phối hợp không tốt, nhóm máy bay đầu tiên bị bắn rơi 1 chiếc He-111 và 2 chiếc Me-109 đã phải bỏ dở nhiệm vụ và bay lui. Nhóm thứ hai tiếp cận không phận sau 5 phút đã bị 7 chiếc La-5 cất cánh từ Krasnodar và tốp tiêm kích hỗn hợp Yak-7 và LaGG-3 vây đánh từ hai phía, chỉ sau 3 phút không chiến 15 máy bay Đức bị bắn rơi, phía Liên Xô mất 3 chiếc LaGG-3, 1 chiếc La-5 và 2 chiếc Yak-7 Từ ngày 7 tháng 6, không quân Đức phải từ bỏ các cuộc tấn công lớn và quay lại chiến thuật đánh nhỏ lẻ để cố gắng yểm hộ tối đa cho ba quân đoàn của Tập đoàn 17 đang phòng thủ trên "Phòng tuyến xanh". Quyền chủ động tấn công trên không phận Kavkaz đã thuộc về không quân Liên Xô.

## Kết quả, đánh giá và ảnh hưởng

### Kết quả

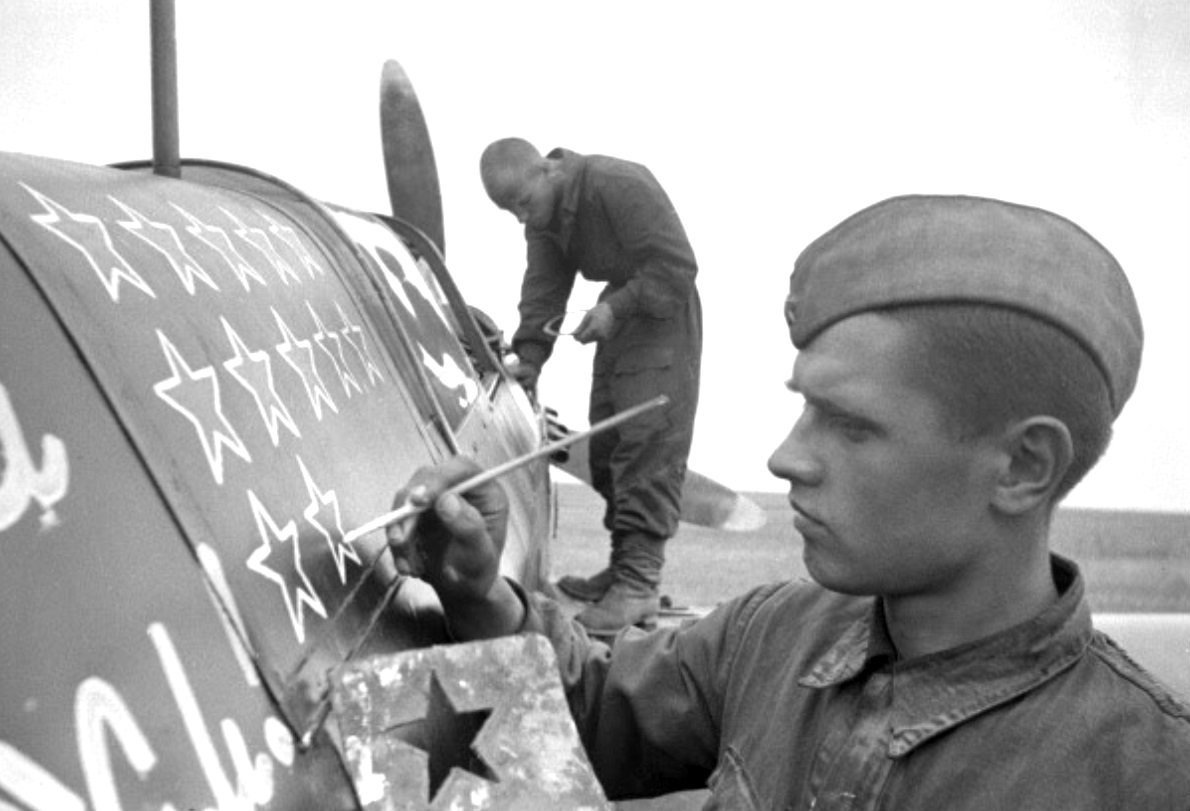
Một người lính Xô viết đánh dấu thêm chiến công bắn rơi chiếc máy bay Đức thứ 12 cho một chiếc tiêm kích

Cho đến hiện nay, con số tổn thất của các bên tham gia trận không chiến tại Kuban năm 1943 của một số tài liệu rất khác nhau. Cuốn Lịch sử Chiến tranh vệ quốc vĩ đại (1941-1945) của Liên Xô cho rằng họ đã bắn rơi và phá hủy 1.100 máy bay của đối phương, trong đó có 800 chiếc bị bắn rơi trong không chiến. Đại tướng K. A. Vershinin, lần lượt làm tư lệnh các tập đoàn quân không quân 4 và 5 (Liên Xô) đưa ra con số ít hơn với 327 chiếc bị bắn rơi và 444 chiếc bị phá hủy trên mặt đất. Nguyên soái A. E. Golovanov, tư lệnh không quân tầm xa Liên Xô cũng đồng ý với đánh giá này. Theo ông, con số 1.100 chiếc là do những người thống kê đã cộng cả vào đó số máy bay Đức bị bắn rơi trong các trận không chiến tiếp theo từ cuối tháng 6 đến đầu tháng 10 năm 1943, thời điểm kết thúc Chiến dịch giải phóng Taman.
Các tổn thất của không quân Liên Xô cũng hầu như không được mấy tài liệu nhắc đến. Có chăng là phía Đức đưa ra con số ngược lại, họ nói rằng đã bắn rơi hơn 1.000 máy bay Xô Viết và chỉ để mất 300 chiếc. Người đầu tiên đề cập đến tổn thất của cả hai bên là Andrey Petrovich Kalinin. Ngay từ năm 1963, trong cuốn "Không chiến trên phòng tuyến xanh" do Nhà xuất bản Quân sự, Moskva ấn hành, Andrey Petrovich Kalinin đã sơ kết rằng chỉ tính riêng trên khu vực "Phòng tuyến xanh" từ Kievskoye qua Moldavanskaya, khong quân Đức Quốc xã đã mất 315 máy bay, không quân Liên Xô cũng mất 150 chiếc. Mặc dù không tổng kết nhưng K. A. Vershinin cũng cho rằng tổn thất của Không quân Liên Xô cũng đến 215 máy bay tiêm kích và 175 máy bay các loại khác, bao gồm cả số bị bắn rơi trong không chiến cũng như bị phá hủy trên mặt đất.
Trong số hàng nghìn các phi công tham gia các trận đánh, các phi công "Át" của cả hai bên đều có những trận đọ cánh ở đỉnh cao và chính họ là những người bắn rơi nhiều máy bay của đối phương nhất. Nổi bật nhất trong các phi công Liên Xô trong không chiến ở Kuban có A. I. Pokryshkin, D. B. Glinka (bị bắn rơi và tử thương trong chiến dịch), N. D. Golubev, G. A. Rechkalov, A. N. Sitkovsky, I. I. Babak... Không quân Đức có: Erich Hartmann Alfred, Gerhard Barkhorn, Günther Rall, Otto Kittel, William Batts,

### Đánh giá
Theo các tài liệu của Không quân Xô Viết, tại các trận không chiến ở Kuban, Không quân Xô Viết đã áp dụng và phát triển những chiến thuật mới gây không ít bất ngờ và thiệt hại cho Không quân Đức Quốc xã. Còn theo người Đức tổng kết thì những chiến thuật mới không phát huy tác dụng đến mức như đối phương của họ công bố.

#### Chiến thuật của không quân Đức Quốc xã
"Từ phía Mặt trời" (Von der Sonne) là chiến thuật khá phổ biến của các máy bay tiêm kích Đức trong hai cuộc chiến tranh thế giới thứ nhất và thứ hai. Để làm được điều này, phi công phải có cảm giác không gian tốt, kỹ thuật bay điêu luyện, nhanh chóng cơ động đến mục tiêu từ hướng mặt trời chiếu vào mục tiêu làm cho đối phương bị ánh nắng chói lòa của mặt trời làm lóa mắt, không thể phát hiện thấy mình đang bị tấn công. Trong giai đoạn đầu của cuộc Không chiến tại Anh Quốc, chiến thuật này đã gây khá nhiều khó khăn cho không quân Hoàng gia Anh và đặc biệt là phi đoàn Ba Lan trong thành phần Tập đoàn không quân 11 (Anh). Tuy nhiên, các phi công Anh quốc đã nhanh chóng tìm ra các biện pháp khắc chế chiến thuật này bằng cách bay thành từng cặp, trên dưới, trước sau để yểm hộ phía sau cũng như nhanh chóng lấy độ cao sau khi cất cánh. Đến cuối cuộc chiến, chiến thuật này cũng được các phi công tiêm kích Đức áp dụng đối với các máy bay ném bom Hoa Kỳ nhưng chúng đều bị các máy bay tiêm kích đồng minh và hỏa lực mạnh yểm hộ lẫn nhau của các máy bay B-17 (Hoa Kỳ) vô hiệu hóa.
Tuy nhiên, ở Kuban và miền Nam Liên Xô thì khác, khi mùa hè bắt đầu với những ngày nắng liên tiếp, điều kiện khí tượng trở nên lý tưởng cho các trận không chiến thì cũng là lúc các phi công Đức có thể áp dụng đầy đủ chiến thuật "từ phía mặt trời". Ban đầu, các phi công Liên Xô khá lúng túng khi đối phó với chiến thuật này. Về sau, họ đã biết lợi dụng những đám mây và địa hình đồi núi ở phía Nam bán đảo Taman, nhất là khu vực Gelendzhik - Novorossiysk để mở các trận không chiến, hạn chế chiến thuật này của người Đức.
Trên chiến trường Xô-Đức không nhiều nắng như châu Âu nên trong những ngày có điều kiện khí tượng không thuận lợi, các phi công tiêm kích Đức áp dụng chiến thuật khác được gọi là "săn chim gáy". Dựa vào số đông áp đảo, các máy bay Đức tập trung hỏa lực vào một mục tiêu khiến cho đối phương dù có cơ động nhanh bao nhiêu cũng thông thể thoát khỏi lưới đạn đã được giăng ra. Rất nhiều máy bay tiêm kích Liên Xô đã rơi vào lưới lửa chết người này. Một chiến thuật nữa cũng được áp dụng phổ biến là tấn công từ dưới lên "low-level attacks". Chiến thuật này rất hữu hiệu đối với các máy bay ném bom và vận tải vốn có tốc độ chậm và kém cơ động. Tuy nhiên, đối với các máy bay cường kích IL-2 (thường được gọi là "xe tăng bay"), chiến thuật này không đem lại hiệu quả do dưới bụng máy bay IL-2 và các chỗ xung yếu của nó được bọc một lớp hợp kim duras dày 20 mm. Trong các trận không chiến từ nửa cuối năm 1944 đến kết thúc chiến tranh, chiến thuật này cũng thất bại ở Tây Âu khi các Me-109 phải đối mặt với máy bay ném bom hạng nặng B-17 được trang bị 10 khẩu M-2 (trong đó có 3 khẩu 2 nòng) với một tháp pháo cầu rất lợi hại ở dưới bụng máy bay, vô hiệu hóa các đường bay công kích ngược lên của đối phương.
Trọng các trận không chiến tại Kavkaz, các phi công tiêm kích Đức cũng áp dụng một chiến thuật mà họ đã sử dụng khá thành công từ đầu cuộc chiến. Đó là chiến thuật "cắt kéo". Thực chất đó là sự hoán đổi vị trí công kích liên tục và luân phiên giữa hai máy bay tiêm kích. Khi một chiếc sà xuống công kích thì chiếc còn lại vọt lên cao và liên tục như vậy cho đến khi hạ gục đối thủ. Tuy nhiên, trên không phận chiến trường Xô-Đức sau trận Stalingrad, ưu thế về số lượng của không quân Đức giảm đi trông thấy và các chiến thuật này cũng đi vào bế tắc.

#### Chiến thuật "tầng mây giông" của không quân Liên Xô
Trong các cuộc không chiến của Chiến tranh thế giới thứ nhất, các trận đọ cánh diễn ra theo một phong cách "hiệp sĩ" và thường là các cuộc đấu tay đôi. Dù có nhiều máy bay nhưng mỗi phi công đều tự chọn cho mình một đối thủ và tiếp cận để công kích. Chiến tranh thế giới thứ hai đã đưa lên vũ đài quân sự trên không một đạo quân máy bay khổng lồ nhiều hơn bất cứ cuộc chiến tranh hiện đại này, kể cả thời điểm hiện nay. Các máy bay cường kích và ném bom của Đức thường được một số đông tiêm kích yểm hộ với tỷ lệ 1/2 và khai thác tối đa khả năng tự vệ của các máy bay Ju-87. Để đối phó với đội hình chặt chẽ này, các phi công của Tập đoàn không quân 16 chiến đấu tại mặt trận Stalingrad đã đề xuất áp dụng đội hình chiến thuật "bậc thang".
Thực chất của chiến thuật này là các máy bay tiêm kích được xếp thành từng tốp đôi so le nhau, bốn tốp ghép thành một dàn ở nhiều tầng. Khoảng cách độ cao từ tốp thấp nhất đến tốp cao nhất từ 500 đến 1.500 m tùy theo số lượng máy bay tham gia. Vì mô phỏng cái giá sách nhiều tầng nên nó thường được gọi bằng tiếng lóng: "этажерка" (Etazherka nghĩa là bậc thang) Với cách bố trí này, đối phương nếu tránh được hỏa lực ở tầm này, sẽ dính hỏa lực ở tầm khác. Chiến thuật này đã bẻ gãy chiến thuật cơ động dọc vốn là lợi thế rất lớn của loại máy bay tiêm kích Me-109 có tính năng cơ động dọc rất tốt, lấy độ cao và bổ nhào rất nhanh. Tuy nhiên, đó mới là một nửa vấn đề. Nửa còn lại là các Me-109 cũng có tính năng cơ động ngang (cơ động mặt bằng) tốt. Để hạn chế mặt mạnh này, cần phải phát triển chiến thuật "bậc thang" thành chiến thuật mới hơn. Trong thời gian tham gia không chiến tại Kuban, phi công A. I. Pokryshkin đã nghiên cứu phát triển chiến thuật này để nó không chỉ dừng lại ở mục đích đánh chặn phòng thủ. Một số đông máy bay được huy động cũng vẫn tiếp cận đối phương theo đội hình bậc thang. Sau những loạt đạn bắn phá từ xa, các máy bay sẽ chuyển đường bay thành đội hình vòng tròn và vẫn giữ nguyên bậc thang, tạo thành nhiều lớp bao vây từ trên xuống dưới xung quanh các tốp máy bay đối phương. Vì trông hình thù của đội hình này giống như một cơn giông chuyển thành lốc xoáy nên nó được các phi công Liên Xô đặt tên là Grozovo (Грозово nghĩa là giông tố). Khi bị cuốn vào "vùng xoáy của hỏa lực" này, chỉ những phi công điều luyện với những máy bay có khả năng bổ nhào hạ độ cao thật nhanh, sau đó cải bằng cũng thật nhanh mới có thể thoát ra được. Còn đối với các máy bay ném bom nặng nề thì điều đó gần như không thể thực hiện được.
Phía Đức tỏ ra nghi ngờ hiệu quả của chiến thuật Etazherka mà họ gọi là Rolltreppe. Theo Walter Schwabedissen trong cuốn sách "Không quân Nga trong con mắt của các chỉ huy Đức" (Ayer Co Pub xuất bản năm 1968):
| “                       | Năm 1943, tại căn cứ đầu cầu Kuban, các máy bay chiến đấu Nga lần đầu tiên sử dụng một chiến thuật đặc biệt gọi là Rolltreppe Kuban. Các phi đội máy bay Nga qua chọn lọc kinh nghiệm từ thực tế chiến đấu đã phân chia tầm bay và hỏa lực ở các độ cao khác nhau trên không phận tác chiến. Phương pháp này không mang lại thành công xuất sắc mà nó lại rất bất tiện từ một điểm yếu chiến thuật, đó là đòi hỏi sự tập trung lực lượng ở một nơi, bao gồm cả các máy bay tiêm kích không có phương tiện liên lạc. | ” |
| — Walter Schwabedissen, | |   |

Ivan Kozhedub một trong các phi công Át của Không quân Liên Xô đã bác lại điều này:
| “                | Trong thực tế, ý tưởng "tập trung lực lượng ở một nơi" là không chính xác, vì việc thiết lập các Etazherka tối thiểu chỉ cần đến hai cặp máy bay tiêm kích là đủ. Việc tập trung một nhóm máy bay lớn hơn cũng được áp dụng, có thể đến 8 chiếc, song không quá 12 chiếc và đó cũng không phải là sự bất lợi. Yếu tố chính để bảo đảm thành công là các lực lượng đặc nhiệm có thể yểm hộ chặt chẽ cho nhau để bao vây và gây thiệt hại tối đa cho một số lượng lớn các máy bay ném bom của đối phương. | ” |
| — Ivan Kozhedub, | |   |

Có một điều đáng chú ý là sau các trận không chiến tại Kuban, phía Đức cũng áp dụng chiến thuật "bậc thang" nhưng đối với máy bay ném bom chứ không phải đối với máy bay tiêm kích. Một phi công Át khác của Không quân Liên Xô, trung tá Gregory Golubev nhận xét:
| “                  | Sau một thời gian, khi tiếp cận các máy bay ném bom của Đức, chúng tôi đã nhận thấy rằng các đội hình chiến thuật của họ cũng được xây dựng trên theo motip Etazherka Kuban do A. I. Pokryshkin phát triển. Hóa ra, đối phương đã bắt đầu tìm hiểu và áp dụng chiến thuật của chúng tôi. Đã nhiều lần trong chiến đấu, chúng tôi phải xây dựng lại về phương pháp, sử dụng các kỹ thuật tấn công truy kích mới cho các cuộc không kích. | ” |
| — Gregory Golubev, | |   |

### Ảnh hưởng

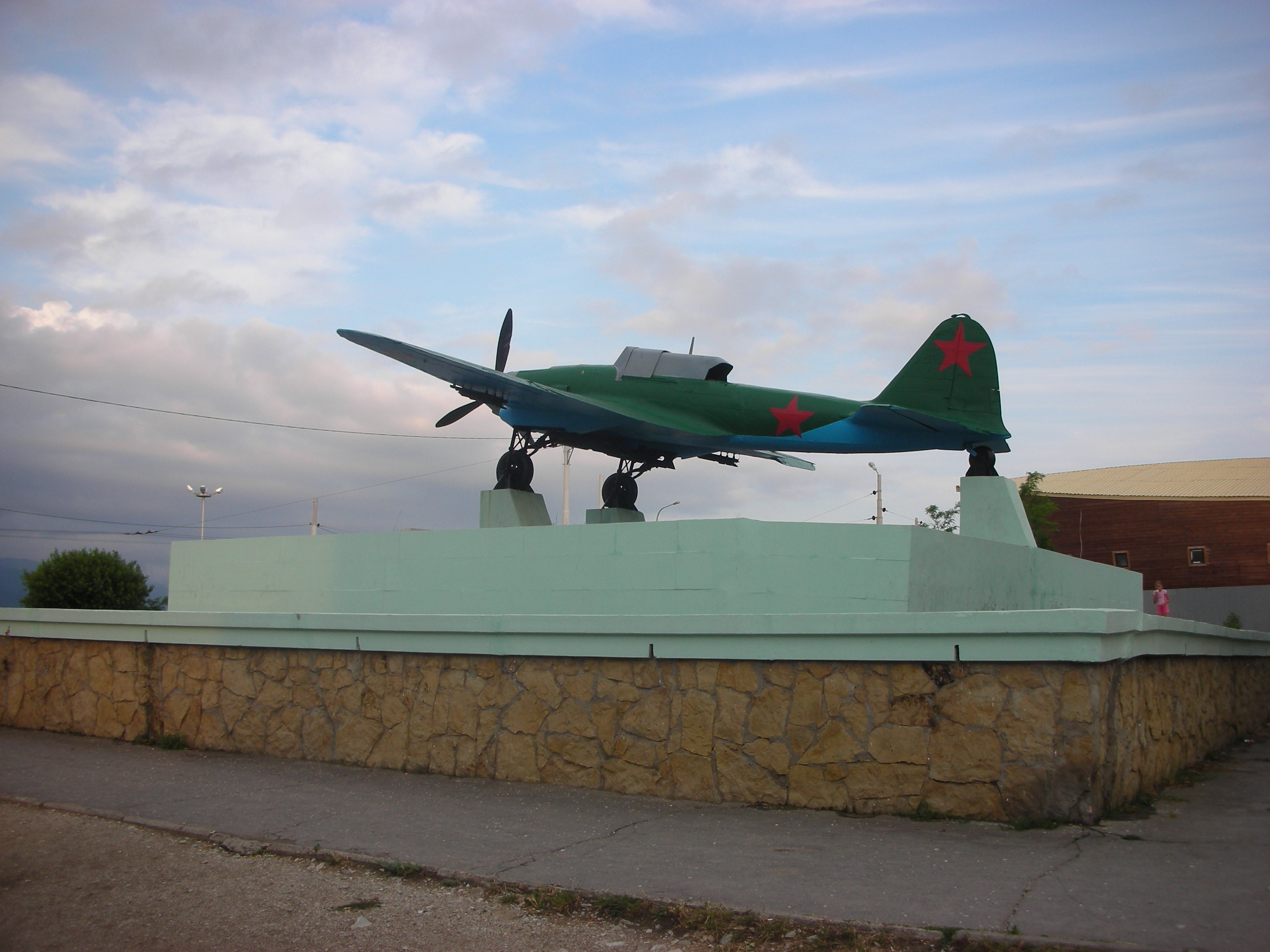
Đài kỷ niệm máy bay cường kích IL-2 tại Novorossiysk

Đối với Không quân Liên Xô, các trận không chiến tại Kuban được coi như một sự phát triển kết quả của các trận không chiến tại Stalingrad trước đó với những máy bay tiêm kích và cường kích thế hệ mới: Yak-1, Yak-3, Yak-7, Yak-9, LaGG-3, La-5... với tốc độ bay bằng, tốc độ lên cao nhanh hơn, tính năng bay cơ động hơn và hỏa lực mạnh hơn, dần dần thay thế cho các loại máy bay kiểu cũ I-15, I-15bis, I-16, LaGG-1. Mặc dù có quy mô và thời gian kém hơn nhiều so với các trận không chiến ở nước Anh trước đó nhưng cuộc không chiến kéo dài gần 2 tháng tại Kuban đã có ảnh hưởng lớn đến chiến lược phát triển không quân của cả hai bên trong giai đoạn tiếp theo của chiến tranh Xô-Đức.
Đối với không quân Đức Quốc xã, tại các phiên bản của Me-109G5 năm 1943, các súng máy MG-17 cỡ đạn 7,92 mm được thay thế bằng súng máy MG-131 cỡ đạn 13 mm. Từ phiên bản Me-109G6, máy bay được trang bị thêm pháo cỡ nhỏ MA-108 cỡ đạn 30 mm. Bộ tăng lực cho động cơ DB-605 cũng được lắp đặt. Tầm nhìn của buồng lái được mở rộng giúp phi công tăng khả năng quan sát. Đối với không quân cường kích, các loại máy bay ném bom bổ nhào Ju-87D dần dần được thay thế bằng phiên bản Ju-87G có chức năng tấn công mặt đất với các khẩu pháo BK 37 mm được lắp đặt và khả năng tự phòng vệ trên không tốt hơn do được lắp thêm một khẩu súng máy MG-81Z cỡ đạn 7,92 mm cùng với 2 khẩu MK-17 (7,92mm) đã có trong thiết kế trước đó. Việc gỡ bỏ chức năng ném bom cũng làm cho Ju-87G trở thành máy bay lưỡng dụng cường kích-tiêm kích do nhẹ hơn và tính năng cơ động cao hơn.
Đối với không quân Liên Xô, họ coi đây là chiến dịch để thử nghiệm các loại máy bay mới chế tạo đồng thời là cuộc diễn tập chuẩn bị cho một chiến dịch cần có sự yểm hộ quy mô rất lớn từ trên không (trận Kursk) diễn ra không lâu sau đó. Một trong hai tập đoàn quân không quân đã chiến đấu trong các trận không chiến ở Bắc Kavkaz (Tập đoàn quân không quân 5) đã được rút ra khỏi cuộc chiến vào giai đoạn cuối và được điều đến Phương diện quân Thảo nguyên. Chính Tập đoàn quân này đã tham gia các đòn "phản chuẩn bị" của không quân và pháo binh Liên Xô trước ngay trước thời điểm khai trận và sau này đã đối phó có hiệu quả với các máy bay tiêm kích cải tiến của không quân Đức Quốc xã cũng như tiếp tục bắn rơi nhiều máy bay ném bom Đức trong các giai đoạn phòng thủ và phản công của quân đội Liên Xô tại vòng cung Kursk.

### Tiếng Anh
- Walter Schwabedissen. Russian Air Force in the Eyes of German Commanders. — Ayer Co Pub, 1968.
- Alexander Werth, Russia at War, 1941-1945, New York, 1964.
- Sir Basil Henry Liddel Hart, The Second World War. - Moscow: AST, St. Petersburg.: Terra Fantastica, 1999.
- Smith Peter Charles, The History of Dive Bombing. -- Annapolis, MD.: Naval & Aviation Publishing Co., 1981.

### Tiếng Nga
- Konstantin Andreyevich Vershinin. Tập đoàn quân không quân 4. Nhà xuất bản Quân sự. Moskva. 1975.
- C. M. Davtyan. Lịch sử Tập đoàn quân không quân 5 trong Chiến tranh vệ quốc vĩ đại. Nhà xuất bản Quân sự. Moskva. 1990.
- Georgy Gordeevich Golubev. Trong một "tổ ong". Nhà xuất bản Quân sự. Moskva. 1956.
- Mikhail Nikolaevich Kozevnikov. Các chỉ huy và Bộ tư lệnh quân đội Liên Xô trong Chiến tranh vệ quốc vĩ đại (1941-1945). Nhà xuất bản Khoa học. Moskva. 1977.
- Andrei Antonovich Grechko. Trận đánh ở Kavkaz. Nhà xuất bản Quân sự. Moskva. 1967.
- Stepan Naumovixh Grechko. Thi hành mệnh lệnh từ mặt đất. Nhà xuất bản Quân sự. Moskva. 1984.
- Andrei Petrovich Kalinin. Chiến đấu trên "Phòng tuyến xanh". Nhà xuất bản Quân sự. Moskva. 1963.
- Aleksandr Nikolaevich Sitkovsky. Chim ưng trên bầu trời. Nhà xuất bản Makhachkala. 1990.
- Yuri Alkesandrovich Zhukov. Một phần nghìn khoảnh khắc. Nhà xuất bản Hiệp hội tương trợ hàng không và không quân. Moskva. 1979.
- Vasily Vasilyevich Isaev. Cho bầu trời trong sáng. Nhà xuất bản Prapor. Kharkov. 1975.
- Alexander Evgenyevich Golovanov. Các cuộc ném bom tầm xa. Nhà xuất bản Delta. Moskva. 2004.
- Ivan Ilyich Babak. Ngôi sao trên đôi cánh. Nhà xuất bản Hiệp hội tương trợ hàng không và không quân. Moskva. 1979. 1981.
- Artem Drabkin. Tôi đã chiến đấu trên IL-2 Nhà xuất bản Yoosa và Nhà phát hành sách Penguin. Moskva. 2005.
- Ivan Nikitich Kozhedub. Ba trận chiến. Nhà xuất bản Quân sự. Moskva. 1954.

### Tiếng Việt
- Aleksandr Ivanovich Pokryshkin. Bầu trời chiến tranh. Nhà xuất bản Quân đội nhân dân. Hà Nội. 1983.
- Sergei Matveyevich Stemenko. Bộ Tổng tham mưu Xô viết trong chiến tranh. Tập 1. Nhà xuất bản Tiến Bộ. Moskva. 1985. (bản tiếng Việt).
- Aleksandr Sergeyevich Yakovlev. Mục đích cuộc sống. Nhà xuất bản Thanh Niên. Hà Nội. 1977.